# Gunung Padang
Gunung Padang («montaña de la iluminación») es un yacimiento arqueológico megalítico localizado en Karyamukti, distrito de Campaka, regencia (kabupaten) de Cianjur, provincia de Java Occidental, Indonesia.
Está conformado por una serie de cinco terrazas cercadas por muros de contención de piedra al que se accede por 370 escalones de andesita sucesivas por cerca de 95 m. Está cubierto por enormes columnas de piedra hexagonal de origen volcánico. La población nativa, los sondaneses, lo considera un sitio sagrado.

## Interés por el sitio
El historiador holandés Rogier Verbeek mencionó la existencia del sitio arqueológico en 1890. También el arqueólogo holandés Nicolaas Johannes Krom en Rapporten van de Oudheidkundige Dienst de 1914. Después de 1914, este sitio fue ignorado hasta 1979, cuando un grupo de campesinos redescubrió las ruinas en el monte Padang y atrajo rápidamente la atención del Instituto de Arqueología de Bandung, la Dirección de Antigüedades, PUSPAN (ahora Centro de Investigación y Desarrollo Arqueológico), el gobierno local y varios grupos comunitarios. 
A lo largo de la década de 1980, estas organizaciones llevaron a cabo trabajos conjuntos de investigación arqueológica y restauración en Gunung Padang. En 1998, el Ministerio de Educación y Cultura de Indonesia lo declaró patrimonio de interés local. A finales de junio de 2014, el ministerio declaró Gunung Padang Área de Sitio Nacional, que cubre un total de 29 hectáreas.
El 1 de octubre de 2014, los topógrafos detuvieron temporalmente las actividades de excavación, con la esperanza de reanudarlas bajo el nuevo gobierno.

### Supuesta construcción piramidal
Las investigaciones iniciadas en 2014, afirmaron la existencia de estructuras de construcción gigantes, caracterizada como una antigua pirámide, y descubrieron varios artefactos hechos por humanos, a los cuales les asignaron una antigüedad de más de veinte mil años. Sin embargo, esta excavación ha sido criticada por su metodología incorrecta.

## Antigüedad del sitio
El arqueólogo indonesio Lutfi Yondri ha estimado que las estructuras de Gunung Padang pueden haber sido construidas en algún momento entre los siglos II y V d. C., es decir, en el período prehistórico tardío de Indonesia, mientras que Harry Truman Simanjuntak ha sugerido una fecha posterior, entre los siglos VI y VIII d. C. Los fragmentos de cerámica encontrados en el sitio fueron datados entre el 45 a. C. y el 22 d. C.

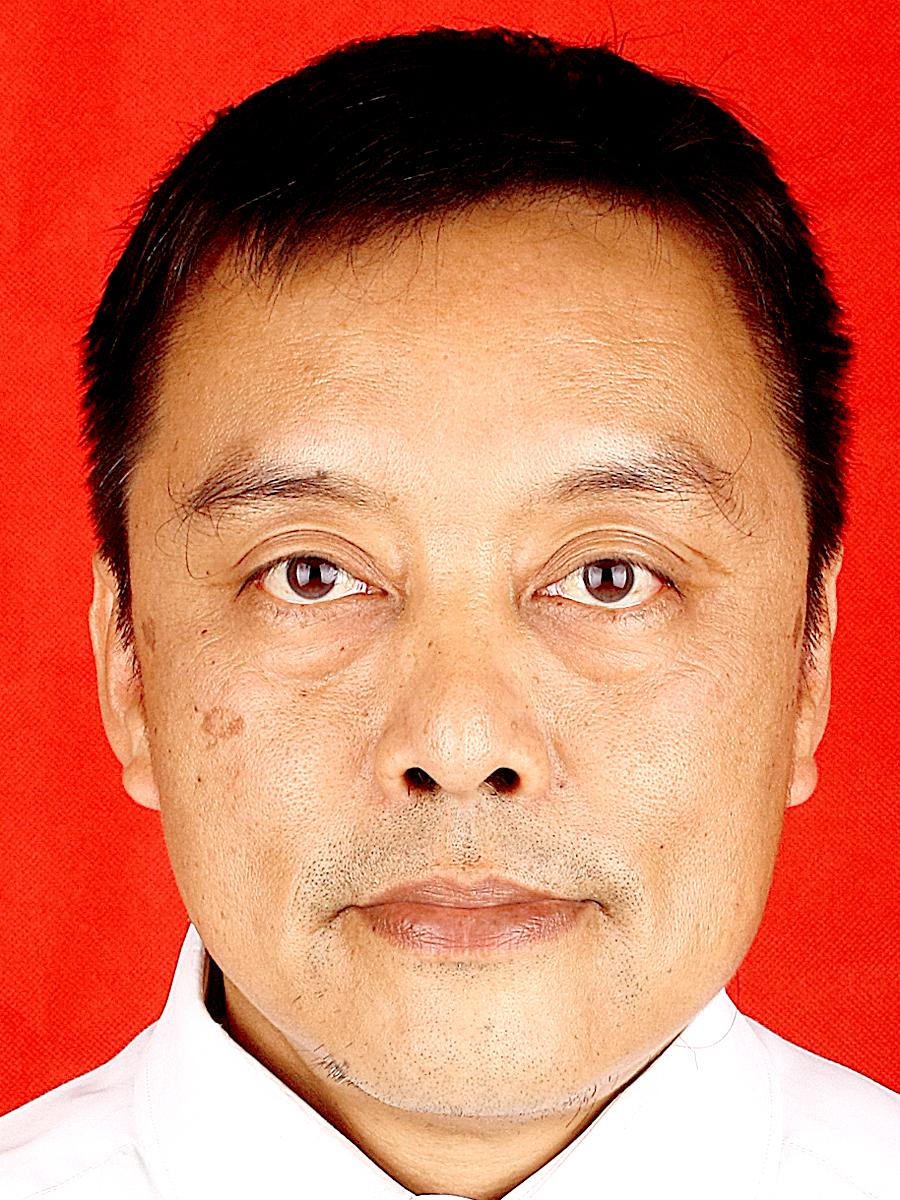
Danny Hilman Natawidjaja, geoarqueólogo indonesio que dirige las investigaciones sobre Gunung Padang.

### Controversia
El geólogo indonesio Danny Hilman Natawidjaja afirmó que el sitio habría sido construido como una pirámide gigante entre 9 000 y 20 000 años a. C., lo que implicaría la existencia de una civilización antigua avanzada, hasta el momento desconocida. Su estudio sostenía que se trataba de un sitio megalítico complejo construido por etapas en períodos diferentes. Según Natawidjaja, el monte Padang no es una colina natural, sino una pirámide, bajo la cual existen cámaras ocultas.
El análisis de Natawidjaja ha sido cuestionado por otros científicos. El vulcanólogo Sutikno Bronto ya había mostrado en 2017 que Gunung Padang es un antiguo volcán y no una pirámide, por su parte el arqueólogo Víctor Pérez ha calificado las conclusiones de Natawidjaja como pseudoarqueología. Al igual que otros investigadores como Bill Farley.
Las ideas de Natawidjaja llamaron la atención del presidente de Indonesia, Susilo Bambang Yudhoyono, quien creó un grupo de trabajo para proseguir la investigación, en lo que muchos vieron un intento de utilizar políticamente la hipótesis de Natawidjaja; al respecto Bachelard y Rompies citaron a un arqueólogo indonesio, reservándose el nombre, que declaró:

En este caso, "encontraron" algo, lo fecharon con carbono y luego parece que crearon una civilización alrededor del período para explicar su hallazgo.

Un grupo de arqueólogos y geólogos indonesios firmaron una petición cuestionando los motivos y métodos del equipo de Natawidjaja, quien trabaja con el activista político Andy Arif, y la presentaron al presidente Yudhoyono. Las investigaciones, no obstante, continuaron y en octubre de 2023, Natawidjaja junto con otros investigadores publicaron un artículo en la revista con referato: Archaeological Prospection en el cual afirmaban que:

[...] Gunung Padang no es una colina natural sino una construcción similar a una pirámide. El núcleo de la pirámide consiste en lava andesita masiva meticulosamente esculpida (Unidad 4), envuelta por capas de construcciones rocosas (Unidad 3, Unidad 2 y Unidad 1). El análisis de datación por carbono respalda aún más la larga historia de la construcción de múltiples capas, que abarca períodos sucesivos.
La construcción más antigua, la Unidad 4, probablemente se originó como una colina de lava natural antes de ser esculpida y luego envuelta arquitectónicamente durante el último período glacial entre 25 000 y 14 000 a.C. Posteriormente, Gunung Padang fue abandonado por los primeros constructores durante miles de años, lo que provocó una importante erosión. Alrededor del 7900 al 6100 a. C., la Unidad 3 fue enterrada deliberadamente con rellenos sustanciales de tierra. Aproximadamente un milenio después, entre 6000 y 5500 a. C., un constructor posterior llegó a Gunung Padang y construyó la Unidad 2. Por último, el constructor final llegó entre 2000 y 1100 a. C., construyendo la Unidad 1.[...] Este hallazgo desafía la creencia convencional de que la civilización humana y el desarrollo de técnicas de construcción avanzadas surgieron solo durante el período cálido del Holoceno temprano o principios del Neolítico, con el advenimiento de la agricultura hace aproximadamente 11 000 años (Harari, 2014). Sin embargo, la evidencia de Gunung Padang y otros sitios, como Gobekli Tepe, sugiere que las prácticas de construcción avanzadas ya estaban presentes cuando quizás la agricultura aún no se había inventado.
Danny Hilman Natawidjaja et. al.

El artículo fue muy comentado en los medios masivos de comunicación y numerosos pseudoarqueólogos, entre ellos Graham Bruce Hancock, defendieron la hipótesis de Natawidjaja.
En marzo de 2024, el equipo editor de Archaeological Prospection se retractó de ese artículo y afirmó que:

El editor y los coeditores en jefe han investigado [...] y han llegado a la conclusión de que el artículo contiene un error importante. Este error, que no se identificó durante la revisión por pares, es que la datación por radiocarbono se aplicó a muestras de suelo que no estaban asociadas con ningún artefacto o característica que pudiera interpretarse de manera confiable como antropogénica [...]. Por lo tanto, la interpretación de que el sitio es una antigua pirámide construida hace 9000 años o más es incorrecta y el artículo debe retractarse. Danny Hilman Natawidjaja respondió en nombre de los autores, que no estaban de acuerdo con la retractación.